# Итакара
Итакара (порт. Itaquara)  —  муниципалитет в Бразилии, входит в штат Баия. Составная часть мезорегиона Юго-центральная часть штата Баия. Входит в экономико-статистический микрорегион Жекие. Население составляет 8358 человек на 2006 год. Занимает площадь 296,896 км². Плотность населения — 28,2 чел./км².

## Статистика
- Валовой внутренний продукт на 2003 год составляет 17 014 409,00 реалов (данные: Бразильский институт географии и статистики).
- Валовой внутренний продукт на душу населения на 2003 год составляет 2092,79 реала (данные: Бразильский институт географии и статистики).
- Индекс развития человеческого потенциала на 2000 год составляет 0,586 (данные: Программа развития ООН).